# ディープ・スペース2号
ディープ・スペース2号 (Deep Space 2) は、NASAのニュー・ミレニアム計画の元で開発され、1999年1月に打ち上げられた、2機の高性能小型火星探査機である。ディープ・スペース2号は、地球以外の惑星の地面の下に入り込み探査を行う初の試みであった。また、通常、着陸機は、地表に着地する前にパラシュートやロケットを使って減速し着地の際の衝撃を和らげるが、この探査機は、エアロシェルのみで着地を試みる初の探査機でもあった。
2つの探査機は、各々わずか2.4 kgの質量（エアロシェルを含む全体の質量は3.57 kg）であり、エアロシェルによって外部を保護されていた。ディープ・スペース2号は、マーズ・ポーラー・ランダーと呼ばれる親探査機に搭載されて火星に到達した。予定では、火星軌道に到着後の1999年12月3日に、火星の南極地域の上空で親機より切り離され、落下し大気に突入し、644 km/h以上の高速度で地表に衝突し着地するはずだった。この着地時の衝撃により、エアロシェルは破壊され、中にあった葡萄ほどの大きさの探査機が2つに分離し、1つは地表に残り、もう1つの探査装置は0.6 mほど地面下に潜り込む設計であった。分離されていた2つの部分は、通信ケーブルによって繋がれ通信できるようになっており、地表に残った部分が、火星軌道を周回している、マーズ・グローバル・サーベイヤーを中継し、地球へとデータを送信する役割を担っていた。
地中に突入する部分はわずか670gと軽量で、加速度計、温度計、サンプラーが含まれていた。
サンプラーは火星の土壌を加熱することで水蒸気が発生するかどうかを調べ、水の存在を調査する予定であった。
この二つの探査機は、著名な（地球の）南極探検家の名をとって「スコット」と「アムンゼン」と命名された。
探査機は、無事火星に到達した模様だが、着地後、探査機と交信することはできなかった。なぜ、失敗したのかについての原因は不明であるが、調査委員会は、いくつかの可能性を挙げている。
- 探査機に搭載された通信機器は、火星着地にともなう衝撃に耐えきれなかった。
- 探査機は運悪く、岩に衝突した。
- 探査機に搭載されたバッテリーは通信に必要な充分な電力を供給できなかった。バッテリーは火星到着の約一年前に充電されたが、それ以降チェックされていない。